# 古田つね子
古田 つね子（ふるた つねこ、1921年（大正10年）1月20日 - 2014年（平成26年）5月23日）は、昭和時代の女子競泳選手。1936年ベルリンオリンピック競泳日本代表。元100m自由形日本記録保持者。

## 経歴
静岡県磐田郡袖浦村海老島（竜洋町を経て現磐田市海老島）出身。
中泉高等女学校在学中、1936年ベルリンオリンピックに競泳日本代表として女子100m自由形に出場したが予選落ちに終わった。女子4×100m自由形リレーにも出場したが予選落ちに終わった。